# ホワイト・スイス・シェパード・ドッグ
ホワイト・スイス・シェパード・ドッグ（英: White Swiss Shepherd Dog 仏: Berger Blanc Suisse）とは、スイス原産のジャーマン・シェパード・ドッグの白色種である。また、同一の犬種として、アメリカ合衆国やカナダで繁殖された白色のジャーマン・シェパード・ドッグがあり、これを区別してアメリカン・カナディアン・ホワイト・シェパード（英：American Canadian White Shepherd）と呼んだり、あわせてホワイト・シェパードと呼んだりもする。

## 歴史
ジャーマン・シェパード・ドッグからは白色の個体も生まれ、特に19世紀末に犬種として作出される段階では多くの個体が白色、あるいはその血を引くものであった。1882年には白いジャーマン・シェパードに関する最古の記録が残される。1912年にはアメリカ合衆国に輸入され、性格が温厚なところから人気が出て、1917年にはアメリカンケネルクラブに公認された。
しかし1930年代には人気を失い、番犬として不適格であるといった理由により、1933年にドイツでの犬種標準から白色は排除された。その後も1960年代にかけてドイツを中心に白色個体への反対運動が展開され、ヨーロッパでは白色個体はほぼ絶滅した。1968年にはアメリカでもドッグショーへの参加資格を失った。
しかし、能力も性格も基本的に普通のジャーマン・シェパード・ドッグと同じであり、白い犬を好む愛好家もいたため、ジャマン・シェパード・ドッグとは独立した犬種として、アメリカ合衆国やカナダに残存する白色のジャーマン・シェパードをもとにした繁殖・保存活動が活発になった。1969年にアメリカでホワイト・ジャーマン・シェパード・クラブ・オブ・アメリカが、1977年に国際組織としてホワイト・シェパード・ドッグ・クラブ・インターナショナルが設立された。
1970年代にはヨーロッパ、特にスイスに輸入されはじめた。次第に人気が広まり、1990年代にスイスで、次いでオランダ・デンマーク・チェコにて犬種スタンダードが認められた。2002年にはスイス産の「ホワイト・スイス・シェパード・ドッグ」として国際畜犬連盟に暫定公認され、2011年に正式登録となった。
また、カナディアンケネルクラブやユナイテッドケネルクラブ等、ジャーマン・シェパード・ドッグの毛色としてホワイトを認めるケネルクラブも現れているが、国際畜犬連盟やドイツのケネルクラブ、ジャパンケネルクラブ等では、ホワイト・スイス・シェパード・ドッグの血統にない白いジャーマン・シェパードは公認されない。
日本では1990年代に輸入されはじめ、愛好家の増加とともに2001年12月1日に設立した日本ホワイトシェパード犬協会が、血統証やマイクロチップの管理を実施している。また、ジャパンケネルクラブ（JKC）では2004年に「ホワイト・スイス・シェパード・ドッグ」を公認犬種として登録した。JKCの2011年犬種別犬籍登録頭数によると、日本における飼育頭数は27頭で、飼育頭数ランキングは91位であった。一方、日本ホワイトシェパード犬協会では、原産地や血統で区別することなくホワイトシェパードとして扱っており、アメリカン・カナディアン種も登録されている。

## 特徴

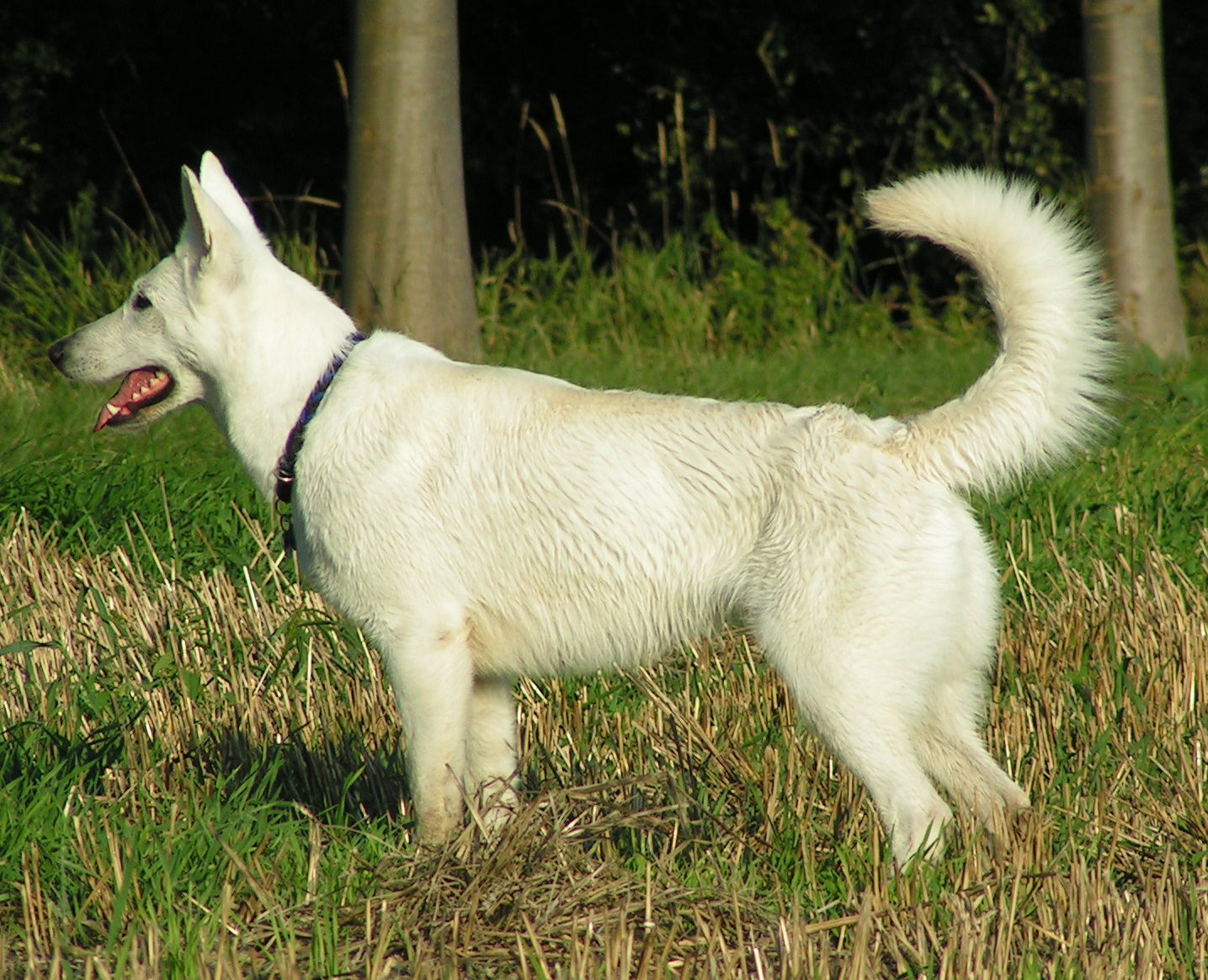
全体(横)

大型犬サイズで、ジャーマン・シェパード・ドッグよりもやや大柄のことが多い。本来のシェパードの良さを保持し、ジャーマン・シェパード・ドッグが一般に背中のラインが極端に傾斜するスタイルであるのに対し、この種は平行的なラインを保っている。筋肉質で立ち耳・垂れ尾。肉球や鼻の色はダークブラウンである。毛色はホワイトのミディアムもしくはロングのダブルコート。中でも、ドイツでは、とりわけコート・カラーに重きを置いた繁殖が行われ、純白であればあるほど良しとされる。
性格もジャーマン・シェパード・ドッグより温和で扱いやすく、ペットとして飼われることが多い。ただし、作業犬としての能力も高く、オーストリアではペットとしてよりも作業犬としての能力を重視した繁殖が行われ、災害救助犬等としても使われている。